# Museo Petrie
El Museo Petrie de Arqueología Egipcia (en inglés, Petrie Museum of Egyptian Archaeology) está situado en Londres, Inglaterra, formando parte de la University College de Londres. 
El museo fue creado como ayuda a la enseñanza del departamento de Arqueología y Filología Egipcia de la universidad, al mismo tiempo que se constituía el departamento, en 1892. La colección inicial fue donada por la escritora Amelia Edwards. 
El primer profesor, Flinders Petrie, dirigió muchas e importantes excavaciones en Egipto y Oriente próximo, y en 1913 transfirió su colección de antigüedades egipcias a la universidad, transformando el museo en una de las principales colecciones exhibida fuera de Egipto. 
El museo contiene unos 80.000 objetos de todos los periodos del Antiguo Egipto. Desde comienzos de los años 1950 se alberga en un antiguo edificio que está abierto al público varios días a la semana. La universidad está trabajando actualmente para crear una nueva sede que acoja al Museo Petrie y sirva también como entrada pública a la universidad. Este edificio, que será llamado el Panopticon, tendrá también espacios para exposiciones temporales, salas de conferencias, salón de lectura, una zona para exhibir libros y manuscritos, y una cafetería. Tres plantas serán destinadas al Museo Petrie, y la colección estará, por primera vez, en exhibición pública permanente. 
Entre sus proyectos está la creación de una biblioteca de imágenes en 3D de piezas digitalizadas para su exhibición.